# Coupe d'Angleterre de football 1923-1924
Navigation
Coupe d'Angleterre 1922-1923 Coupe d'Angleterre 1924-1925
La Coupe d'Angleterre de football 1923-1924 est la 49e édition de la Coupe d'Angleterre, la plus ancienne compétition de football, la Football Association Challenge Cup (généralement connue sous le nom de FA Cup).
Newcastle United remporte la compétition pour la deuxième fois de son histoire, battant Aston Villa en finale sur le score de 2 à 0 à Wembley à Londres.

## Compétition

### Quarts de finale
Les quarts de finale ont lieu le 8 mars 1924.
| Équipe 1             | Résultat | Équipe 2     |
| -------------------- | -------- | ------------ |
| West Bromwich Albion | 0 - 2    | Aston Villa  |
| Swindon Town         | 1 - 1    | Burnley      |
| Newcastle United     | 1 - 0    | Liverpool    |
| Manchester City      | 0 - 0    | Cardiff City |

Matchs d'appui le 12 mars 1924.
| Équipe 1     | Résultat | Équipe 2        |
| ------------ | -------- | --------------- |
| Burnley      | 3 - 1    | Swindon Town    |
| Cardiff City | 0 - 1    | Manchester City |

### Demi-finales
Les demi finales ont lieu le 29 mars 1924, tous les matchs ont lieu sur terrain neutre.
| Équipe 1         | Résultat | Équipe 2        |
| ---------------- | -------- | --------------- |
| Aston Villa      | 3 – 0    | Burnley         |
| Newcastle United | 2 - 0    | Manchester City |

### Finale
| Finale de la coupe d'Angleterre 1923-1924 | Newcastle United | 2 – 0   | Aston Villa | Wembley, Londres     |                      |
| 26 avril 1924                             |                  | (0 – 0) |             | Spectateurs : 91 695 | Spectateurs : 91 695 |